# Темников, Иван Викторович
Ива́н Ви́кторович Те́мников (род. 28 января 1989, Братск, Иркутская область) — российский футболист, защитник любительского клуба «Титан».

## Клубная карьера
Воспитанник молодёжной школы подмосковного УОР «Мастер-Сатурн» в Егорьевске.
Дебютировал в основном составе «Сатурна» 20 сентября 2006 года в матче 1/16 финала Кубка России против красноярского «Металлурга». Дебют игрока в чемпионате России состоялся 14 июля 2007 года в матче против команды «Луч-Энергия» во Владивостоке, когда он вышел на замену на 88-й минуте. Всего в сезоне 2007 года провёл два матча. В сезоне 2008 года на поле в матчах чемпионата России не выходил. В 2009 году трижды выходил на замену. В молодёжном первенстве 2009 сыграл 25 матчей и забил 8 мячей, став лучшим бомбардиром команды, занявшей третье место в турнире. Таким образом, за три сезона в чемпионатах России сыграл за основной состав «Сатурн» 5 неполных матчей.
В марте 2010 года был отдан в аренду клубу первого дивизиона «Урал», где провёл один сезон, за который принял участие в 26 матчах и забил 2 гола.
В сезоне 2011/2012 играл за «Динамо» Брянск, за который отыграл 45 матчей и отметился одним забитым мячом.
В июле 2012 года подписал контракт с «Рубином», рассчитанный на 4 года. За основной состав дебютировал в матче 1/16 финала Кубка России против «Енисея» (1:2). 19 апреля 2013 года сыграл первый матч за «Рубин» в чемпионате России, заменив на 84 минуте Александра Рязанцева.
13 июня 2013 года на правах аренды перешёл в «Терек». В клубе из Грозного Темников выступал на протяжении одного сезона. За это время он вышел на поле в 11 матчах чемпионата страны.
В июне 2014 года подписал контракт с клубом «Томь». Дебют Темникова в томской команде состоялся 6 июля 2014 года в матче с петербургским «Динамо». Первый гол за томский клуб забил 12 февраля 2015 года в матче кубка ФНЛ в ворота «Балтики».
В июне 2016 года перешел в московское «Динамо». В составе «бело-голубых» стал чемпионом Первенства ФНЛ-2016/17 и вернулся с «Динамо» в РФПЛ. За три сезона футболист провел 59 матчей и забил восемь мячей.
В июле 2019 года стал игроком «Нижнего Новгорода».
26 июля 2021 года подписал контракт с московским «Торпедо».
8 сентября 2022 года перешёл из московского клуба в Уфу».
7 июля 2023 года на правах свободного агента подписал контракт с клубом «Кубань».

## Карьера в сборной
Выступал за молодёжную сборную России.
В мае 2012 года получил вызов во вторую сборную России. 15 августа 2012 года провёл свой единственный матч за вторую сборную.

## Статистика выступлений
| Выступление      | Выступление       | Выступление      | Лига | Лига | Кубки | Кубки | Еврокубки | Еврокубки | Стыковые матчи | Стыковые матчи | Итого | Итого |
| Клуб             | Лига              | Сезон            | Игры | Голы | Игры  | Голы  | Игры      | Голы      | Игры           | Голы           | Игры  | Голы  |
| ---------------- | ----------------- | ---------------- | ---- | ---- | ----- | ----- | --------- | --------- | -------------- | -------------- | ----- | ----- |
| Сатурн           | РФПЛ              | 2006             | 0    | 0    | 1     | 0     | —         | —         | —              | —              | 1     | 0     |
| Сатурн           | РФПЛ              | 2007             | 2    | 0    | 1     | 0     | —         | —         | —              | —              | 3     | 0     |
| Сатурн           | РФПЛ              | 2009             | 3    | 0    | 1     | 0     | —         | —         | —              | —              | 4     | 0     |
| Сатурн           | Итого             | Итого            | 5    | 0    | 3     | 0     | —         | —         | —              | —              | 8     | 0     |
| → Урал           | Первый дивизион   | 2010             | 26   | 2    | 1     | 1     | —         | —         | —              | —              | 27    | 3     |
| → Урал           | Итого             | Итого            | 26   | 2    | 1     | 1     | —         | —         | —              | —              | 27    | 3     |
| Динамо (Брянск)  | ФНЛ               | 2011/12          | 45   | 1    | 2     | 1     | —         | —         | —              | —              | 47    | 2     |
| Динамо (Брянск)  | Итого             | Итого            | 45   | 1    | 2     | 1     | —         | —         | —              | —              | 47    | 2     |
| Рубин            | РФПЛ              | 2012/13          | 1    | 0    | 1     | 0     | 0         | 0         | —              | —              | 2     | 0     |
| Рубин            | Итого             | Итого            | 1    | 0    | 1     | 0     | 0         | 0         | —              | —              | 2     | 0     |
| → Терек          | РФПЛ              | 2013/14          | 11   | 0    | 1     | 0     | —         | —         | —              | —              | 12    | 0     |
| → Терек          | Итого             | Итого            | 11   | 0    | 1     | 0     | —         | —         | —              | —              | 12    | 0     |
| Томь             | ФНЛ               | 2014/15          | 29   | 1    | 1     | 0     | —         | —         | 1              | 0              | 31    | 1     |
| Томь             | ФНЛ               | 2015/16          | 35   | 3    | 1     | 0     | —         | —         | 2              | 0              | 38    | 3     |
| Томь             | Итого             | Итого            | 64   | 4    | 2     | 0     | —         | —         | 3              | 0              | 69    | 4     |
| Динамо (Москва)  | ФНЛ               | 2016/17          | 31   | 7    | 2     | 1     | —         | —         | —              | —              | 33    | 8     |
| Динамо (Москва)  | РФПЛ              | 2017/18          | 19   | 0    | 0     | 0     | —         | —         | —              | —              | 19    | 0     |
| Динамо (Москва)  | РПЛ               | 2018/19          | 5    | 0    | 2     | 0     | —         | —         | —              | —              | 7     | 0     |
| Динамо (Москва)  | Итого             | Итого            | 55   | 7    | 4     | 1     | —         | —         | —              | —              | 59    | 8     |
| Нижний Новгород  | ФНЛ               | 2019/20          | 20   | 2    | 1     | 0     | —         | —         | —              | —              | 21    | 2     |
| Нижний Новгород  | ФНЛ               | 2020/21          | 32   | 0    | 2     | 0     | —         | —         | —              | —              | 34    | 0     |
| Нижний Новгород  | Итого             | Итого            | 52   | 2    | 3     | 0     | —         | —         | —              | —              | 55    | 2     |
| Торпедо (Москва) | Первый дивизион   | 2021/22          | 30   | 3    | 1     | 0     | —         | —         | —              | —              | 31    | 3     |
| Торпедо (Москва) | РПЛ               | 2022/23          | 4    | 0    | 0     | 0     | —         | —         | —              | —              | 4     | 0     |
| Торпедо (Москва) | Итого             | Итого            | 34   | 3    | 1     | 0     | —         | —         | —              | —              | 35    | 3     |
| Уфа              | Первая лига       | 2022/23          | 23   | 3    | 4     | 0     | —         | —         | —              | —              | 27    | 3     |
| Уфа              | Итого             | Итого            | 23   | 3    | 4     | 0     | —         | —         | —              | —              | 27    | 3     |
| Кубань           | Первая лига       | 2023/24          | 25   | 0    | 0     | 0     | —         | —         | —              | —              | 25    | 0     |
| Кубань           | Вторая лига («А») | 2024/25          | 18   | 2    | 0     | 0     | —         | —         | —              | —              | 18    | 2     |
| Кубань           | Итого             | Итого            | 43   | 2    | 0     | 0     | —         | —         | —              | —              | 43    | 2     |
| Всего за карьеру | Всего за карьеру  | Всего за карьеру | 359  | 24   | 21    | 4     | 0         | 0         | 3              | 0              | 383   | 28    |

## Достижения
«Сатурн»
- Бронзовый призёр молодёжного первенства России: 2009

«Рубин»
- Обладатель Суперкубка России: 2012
- Итого : 1 трофей

«Томь»
- Бронзовый призёр ФНЛ: 2015/16

«Динамо» (Москва)
- Победитель ФНЛ: 2016/17
- Бронзовый призёр молодёжного первенства России: 2018/19
- Итого : 1 трофей

«Нижний Новгород»
- Бронзовый призёр ФНЛ: 2020/21

«Торпедо» (Москва)
- Победитель Первого дивизиона: 2021/22
- Итого : 1 трофей